# Grand Ole Opry

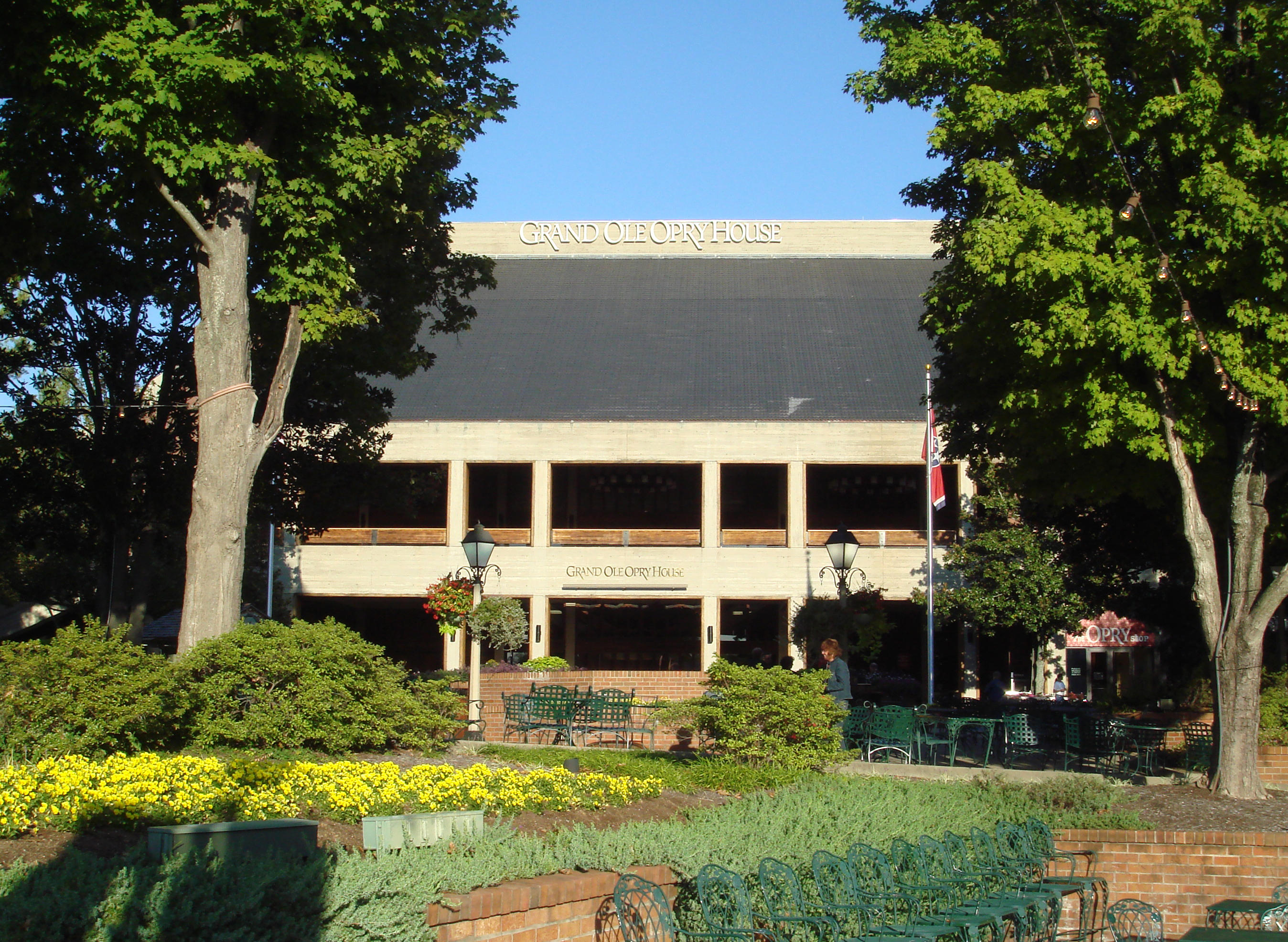
Grand Ole Opry House

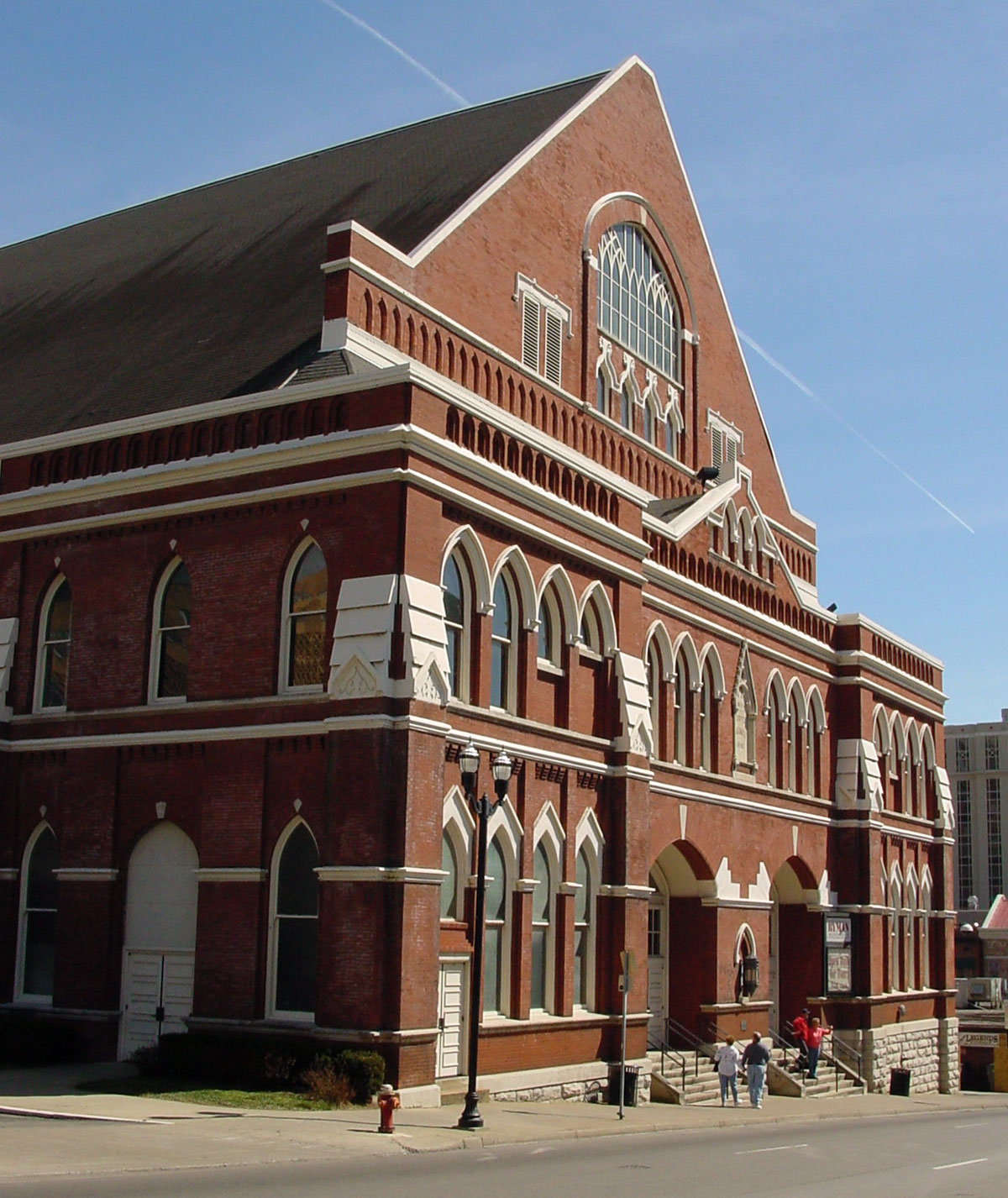
Rymanovo auditorium

Grand Ole Opry je nejdéle bez přestávky běžící rozhlasový pořad v USA. Každou sobotu již od 28. listopadu 1925 vysílá na stanici WSM z Nashvillu v Tennessee country hudbu.
Pořad začala stanice WSM (odvozeno od motta We Shield Millions Národní pojišťovny, která rozhlasovou stanici spustila) vysílat díky novému programovému řediteli Hayovi. Rok a půl měl název Bam Dance. Nový název se ujal v roce 1927, kdy ho použil právě Hay, který označil při vysílání právě skončený pořad vážné hudby jako Velkou operu a lákal posluchače, aby zůstali u přijímačů i pro následující Starou skvělou operu.
Netrvalo dlouho a Hay měl k dispozici desítky umělců, kteří byli schopni vystupovat v živém vysílání. Vystupující přizpůsobovali záhy rozhlasovému pořadu i své koncertní šňůry. Od roku 1943 se Grand Ole Opry dočkala stálého místa, z něhož byla vysílána 31 let. Stálou scénou se stalo Rymanovo auditorium blízko hlavní třídy v Nashvillu. Přímo v něm mohly sledovat koncerty až 3 000 diváků.
Pořad se stal populární a situace se začala obracet v tom smyslu, že bylo možno vybírat mezi mnoha zájemci o hraní. Různí muzikanti dokonce pořádali vystoupení pod hlavičkou Grand Ole Opry i mimo Nashville. Jednalo se zvláště po druhé světové válce o vystoupení v Carnegie Hall, turné po amerických vojenských základnách v Evropě apod. K rozhlasovému vysílání se přidalo i televizní.
V roce 1974 se koncerty vysílané v sobotním pořadu přesunuly do nově vybudovaného areálu na předměstí. O 21 let později bylo ovšem znovu restaurováno též Rymanovo auditorium.

## Vybraní účinkující
- Uncle Jimmy Thompson
- Roy Acuff
- Gene Autry
- Ernest Tubb
- Bill Monroe
- Hank Snow
- Marty Robbins
- Loretta Lynnová
- Jim Reeves
- Alison Krauss
- Dolly Parton
- Ricky Skaggs
- Porter Wagoner
- Don Williams
- Brad Paisley